# Gibó galtablanc septentrional
El gibó galtablanc septentrional (Nomascus leucogenys) és una espècie de primat hominoïdeu de la família dels gibons (Hylobatidae). És originari del Vietnam, Laos i la província xinesa de Yunnan. És un parent proper del gibó galtablanc meridional (N. siki). De fet, anteriorment se'ls considerava com una sola espècie i les femelles de les dues espècies són pràcticament impossibles de distingir.